# Могилевская, Марта Юрьевна
Марта (Марина) Юрьевна Магилевская (Могилевская) (род. 10 января 1962) — советский и российский редактор, музыкальный редактор, сценаристка, телепродюсер, кинопродюсер, музыкальный продюсер. Генеральный директор РИА «Информресурс».

## Биография
Марта (Марина) Юрьевна Могилевская родилась 10 января 1962 года.
Окончила теоретико-композиторский факультет МГДЛК им. П. И. Чайковского по специальности анализ музыки и композиция (дипломная работа «Рок-музыка как феномен современного молодёжного искусства»).
С 1982 года работала редактором Главной редакции музыкальных программ Гостелерадио СССР.
Работала редактором телепередач: «Утренняя почта», «Все клоуны», «Голубой огонёк», «Мелодии и ритмы зарубежной эстрады», «Русская свадьба», «Встреча для Вас», «12 этаж», «Рок-телемост Москва-Ленинград», «Что? Где? Когда?», «Добрый вечер, Москва».
В 1990 году работает в СП «Имакс Шоу Интернейшнл» Максима Дунаевского — руководитель филиала «Имарт», председатель кооператива «Личность».
В 1991 году становится генеральным директором и продюсером студии «Имарт Видео-Интернейшнл», занималась производством телепередач: «Суета вокруг хита», «ТУ-ПИЦЦА», фильм-пародия «Неуловимые Мстители» с группой «Секрет», «Голубой Огонёчек», «Радио Труба», «Проще простого», «Такая вот история», «Балда — игра для умных», «С праздничком», «Будьте добры», телеверсии концертов.
Продюсировала певцов: Наташа Королева (вместе с Игорем Николаевым), Женя Белоусов (вместе с Любовью Воропаевой и Виктором Дорохиным), группа «Класс» (вместе с Андреем Пряжниковым («Блестящие» и «Колибри»)), NIKO (совместно с Владом Валовым), дуэт «Ночной десант» (совместно с VJ Арчи); продюсировала музыкальные клипы групп: «Воскресение», «Бригада С», «Любэ», «Рондо», «Ария», «Мистер-Твистер», «Команда Альфа», «Моральный Кодекс», «Иванушки Интернейшнл», «Агата Кристи»; музыкальные клипы певцов: Сергей Минаев, Ирина Аллегрова, Наталья Ветлицкая, Лолита Милявская и Александр Цекало, Борис Моисеев, Дмитрий Маликов, Игорь Николаев, Наташа Королёва, Аркадий Укупник, Владимир Маркин, Сергей Крылов, Алла Пугачева, Сергей Челобанов, Светлана Владимирская, Любовь Успенская, Олег Газманов, Александр Шаганов, Александр Кальянов, песню «Замыкая круг» (муз. К. Кельми, ст. М.Пушкина), и другие…
Занималась производством рекламных роликов, продюсировала сериал «Королева Марго» (вместе с Сергеем Жигуновым).
Создала концепцию радио и телеканалов: СТС, Comedy central, Русское радио, радио «Комбат».
Продюсировала циклы песен на стихи М. И. Танича «Сама Военная».
С 2003 года — генеральный директор РИА «Информресурс».
В 2003 году выдвигалась кандидатам в депутаты Госдумы от Коми-Пермяцкого АО. Перед выдвижением сменила фамилию с Могилевской на Магилевскую. Была снята с выборов в связи с тем, что не подала в срок документы на регистрацию.
Член РОО «Московский Союз художников» по секции театра, кино и телевидения, соучредитель Фонда развития культуры и художественного просветительства «ARS LIBERALES».

## Личная жизнь
- Первый муж — Иво Погорелич — пианист.
- Второй муж — Виталий Дубинин.
  - Старший сын — Андрей (род. 1982).
- Незарегистрированный брак с бас-гитаристом, позже певцом Женей Белоусовым (около года)[2].